# Patrick Horgan
Pour les articles homonymes, voir Horgan.
Patrick Horgan est un acteur britannique né le 26 mai 1929 à Nottingham (Royaume-Uni), et mort le 6 octobre 2021.

## Filmographie
- 1956 : La Bataille du Rio de la Plata (The Battle of the River Plate) : Signalman, HMNZS Achilles
- 1960 : Music of Williamsburg : Macheath
- 1964 : L'Empreinte de Frankenstein (The Evil of Frankenstein) : David Carrell
- 1968 : L'Affaire Thomas Crown (The Thomas Crown Affair) : Danny
- 1968 : Les Mystères de l'Ouest (The Wild Wild West), (série TV) - Saison 4 épisode 20, La Nuit de la Diva (The Night of the Diva), de Herb Wallerstein : Max Crenshaw
- 1963 : The Doctors (en) (série télévisée) : Dr John Morrison (1970-1974)
- 1956 : The Edge of Night (série télévisée) : Ansel Scott #1 (1976-1977)
- 1975 : Ryan's Hope (série télévisée) : Thatcher Ross (unknown episodes, 1978-1979)
- 1983 : Zelig : The Narrator (voix)
- 1984 : George Washington (en) (feuilleton TV) : Gen. William Howe
- 1956 : As the World Turns (série télévisée) : Anton Cunningham (1986-1987, 1998)
- 1968 : On ne vit qu'une fois ("One Life to Live") (série télévisée) : Arthur Vandenburg, 1995)
- 2001 : Le Sortilège du scorpion de jade (The Curse of the Jade Scorpion) : Kensington Guest